# プリズナー
『プリズナー』は、2008年11月16日から12月14日に放送された、WOWOWの「連続ドラマW」第2作目のテレビドラマ。全5話。

## 概要
2000年に小学館から刊行された沢井鯨の小説『P.I.P. プリズナー・イン・プノンペン』を原作にしたサスペンスドラマ。WOWOWの「連続ドラマW」第2作（第1作は『パンドラ』）。
原作小説はカンボジアの首都プノンペンを舞台にしていたが、本ドラマ化作品は東南アジアの架空の小国「セライビア」を舞台としている。タイ王国の協力によるロケを行い撮影された。

## あらすじ
職を失った井沢圭吾は、孤児院を経営している大学時代の先輩の譲原（ゆずりはら）を頼り、東南アジアの小国セライビアを訪れる。この国は、警察が賄賂で動くほど腐敗していた。
ある日、譲原はジョイという男に騙され、資金を失う。井沢はジョイに抗議するが、ジョイが警察に賄賂を渡し、逮捕されてしまう。
大使の宇部肇は井沢を助けることに消極的な上、この国の警察署長と刑務所長を兼ねるビッグ・ボスは井沢から金をむしり取ろうとし続け、さらに受刑者の男ポンにも騙されるが、受刑者のボスのオクスーンに認められ……。

## キャスト
- 井沢圭吾：玉山鉄二
- ポン：大森南朋
- 譲原卓也：中村俊介
- 西山亜希：鶴田真由
- 松宮あおい：佐田真由美
- 和田暁：石黒賢
- 土井裕太郎：田中要次
- 佐伯：津田寛治
- 宇部肇（日本大使）：小日向文世
- タオ：草刈麻有
- リン：宝生舞
- 王尊民：松重豊
- チャン：竹花梓
- アリ（副署長）：池田成志
- ビッグ・ボス（署長・刑務所長）：ウォルター・ロバーツ
- ジョイ・サーガ（詐欺師）：ジョン・カミナリ
- オクスーン：ミルトン・ジェイムズ

## エンディングテーマ
- WISE「Unchain my heart feat.May J.」

## スタッフ
- 原作：沢井鯨『P.I.P. プリズナー・イン・プノンペン』(小学館刊 ISBN 4093860912)
- 監督：水谷俊之
- 脚本：大石哲也
- 音楽：澤野弘之
- 制作協力：国際放映
- 製作著作：WOWOW

## 放送

### 放送時間

#### 通常放送
- 本放送　日曜22:00 - 23:00（初回は無料放送）
- 再放送　日曜11:00 - 12:00（初回は無料放送）

### 放送日程
| 放送回 | 放送日         | 備考                 |
| ------ | -------------- | -------------------- |
| 第1回  | 2008年11月16日 | 初回拡大版スペシャル |
| 第2回  | 2008年11月23日 | 第2話                |
| 第3回  | 2008年11月30日 | 第3話                |
| 第4回  | 2008年12月7日  | 第4話                |
| 最終回 | 2008年12月14日 | 第5話                |